# Kevin Henderson
Kevin Henderson, född 3 december 1986, är en kanadensisk professionell ishockeyspelare som spelar för Nashville Predators i NHL.
Han blev aldrig draftad av något lag.